# 东松汀信号场
東松汀信號場（：／ Dongsongjeong yeok */?）是慶全線沿線的一座线路所，位于韓國光州廣域市光山区牛山洞。

## 历史
- 2000年8月10日 - 落成使用[1]。

## 邻近车站
韩国铁道公社
慶全線
西光州 - 東松汀信號場 - 光州松汀